# Parvíz Mušaraf
Gen. Parvíz Mušaraf (urdsky پرويز مشرف‎; 11. srpna 1943 Dillí – 5. února 2023 Dubaj) byl prezident a předseda vlády Pákistánu. Také zastával funkci nejvyššího velitele ozbrojených sil.

## Politické působení
K moci se dostal nekrvavým vojenským pučem uskutečněným 12. října 1999, kdy sesadil politicky a ekonomicky vlivného Naváze Šarifa. Prezentuje se jako spojenec NATO v boji proti terorismu, především proti Al-Káidě, která operuje z oblasti afghánsko-pákistánského pomezí.
Rezignaci podal 18. srpna 2008 po nátlaku opozice. Dne 6. září téhož roku byl zvolen novým pákistánským prezidentem Ásif Alí Zardárí, vdovec po předchozí premiérce Bénazír Bhuttové.

## Obvinění z velezrady i podílu na vraždě Bhuttové
Po odstoupení z funkce prezidenta opustil Pákistán a žil v exilu, střídavě v Dubaji a Londýně. V březnu 2013 se vrátil zpět, aby znovu kandidoval na prezidenta, byl však odmítnut pákistánskou volební komisí. Krátce poté ho zadržela policie a obvinila ho z velezrady. Zákon podle vyšetřovatelů porušil tím, že v roce 2007 pozastavil platnost ústavy ve snaze posílit vlastní postavení. Mušaraf čelí i dalším obviněním, a to včetně podílu na vraždě někdejší premiérky Bénazír Bhuttové v roce 2007. V prosinci 2019 byl za velezradu odsouzen k trestu smrti.
Po volbách v roce 2013 se ministerským předsedou stal opět Naváz Šaríf, kterého Mušaraf v minulosti sesadil.